# Valência de Alcântara
Valência de Alcântara (em castelhano: Valencia de Alcántara) é um município raiano da Espanha na província de Cáceres, comunidade autónoma da Estremadura. Tem 594,8 km² de área e em 2021 tinha 5 325 habitantes (densidade: 9 hab./km²).
É a capital da comarca homónima. Esteve sob domínio português de 1644 a 1668 e durante alguns períodos do século XVIII. Está ligada à rede ferroviária portuguesa através do Ramal de Cáceres.

## Demografia
| Variação demográfica do município entre 1991 e 2004 | Variação demográfica do município entre 1991 e 2004 | Variação demográfica do município entre 1991 e 2004 | Variação demográfica do município entre 1991 e 2004 |
| --------------------------------------------------- | --------------------------------------------------- | --------------------------------------------------- | --------------------------------------------------- |
| 1991                                                | 1996                                                | 2001                                                | 2004                                                |
| 6577                                                | 6578                                                | 5878                                                | 6106                                                |

## Povoações
- Alcorneo
- El Pino
- Estación de Ferrocarril
- Jola
- La Aceña de la Borrega
- La Fontañera
- Las Casiñas
- Las Huertas de Cansa
- Las Lanchuelas
- San Pedro de los Majarretes